# 佐藤正治 (音楽家)
佐藤 正治（さとう まさはる、1958年〈昭和33年〉12月11日 - ）は、静岡県出身の日本の音楽プロデューサー、ソングライター、ドラマー、パーカッショニスト、ボイスパフォーマー。

## 人物
静岡県三島市出身のアーティスト。
10代後半にプログレッシブ・ロック・バンドの美狂乱を結成。20代の頃にAdiを主宰。
ドラム、ジャンベ、数々の打楽器、声を駆使し、「地球の音」「人間の音」を追い続ける。
Adiのリーダーとして活躍すると共に井上陽水、細野晴臣、加藤登紀子、THE BOOM、ZABADAK、チーフタンズ、デヴィッド・ローズ  他、多くのアーティストとの共演、レコーディングに参加。
2010年アルタイ共和国内9か所でのアヤ（ボロット・バイルシェフ、巻上公一）ライブツアー、数々の海外の音楽フェスティバルに日本代表として参加。打楽器奏者、ボイスアーティストとして非常に高い評価を得る。
2000年シドニーオリンピック新体操日本代表の作編曲を手がける。2016年放送NHKスペシャル『大アマゾン最後の秘境』他、作曲家、音楽プロデューサーとしてCD制作やアーティストへの楽曲提供、映画音楽なども手がけ、数々のCM音楽作品もある。
MASSA（細井豊、太田恵資）、僕らのしぜんの冒険（深町純、KONTA）他を主宰。
また、ソロプロジェクトの他、ヒカシュー、新大久保ジェントルメン等へ参加。身体表現グループの音楽監督、書家、朗読とのコラボレーション等、意欲的な活動を続ける。

### 主宰ユニット
- MASSA（佐藤正治、細井豊 / センチメンタル・シティ・ロマンス、太田恵資）
- 僕らのしぜんの冒険（佐藤正治、深町純、KONTA）
- impromptu（深町純 / 佐藤正治）
- 黒やぎ白やぎ（佐藤正治、坂出雅海 / ヒカシュー）
- ハリウサギ（佐藤正治 / さがゆき）
- マサキラ（佐藤正治 / 吉良知彦）
- 鳳圖〜HOTO〜（佐藤正治、原ケンリョウ / 書家）
- 美狂乱（須磨邦雄、吉永伸二、佐藤正治、他）
- Adi（佐藤正治、金子飛鳥、渡辺等、塩谷哲）
- massA' s Jammer（佐藤正治、Tauko、草間敬、西村智彦、富倉安生、他）

### 参加ユニット
- ヒカシュー（巻上公一、三田超人、坂出雅海、清水一登、佐藤正治）
- АЯ（巻上公一、ボロット・バイルシェフ、佐藤正治）
- 新大久保ジェントルメン（梅津和時、清水一登、太田恵資、四家卯大、佐藤正治）
- KUSS?（鬼怒無月、梅津和時、佐藤芳明、佐藤正治）
- ハバロフスク&マフィア（忌野清志郎、井上陽水、高中正義、細野晴臣、チト河内、原田裕臣、佐藤正治）
- chitotihc（チト河内、佐藤正治、他）
- ガガーリン（不破大輔、田口トモロヲ、ひろ新子、藤川義明、佐藤正治）
- ジョー山中&レゲエバイブレイション（ジョー山中、石間秀樹、篠原信彦、松永孝義、佐藤正治、他）
- コンポラ（上野耕路、佐藤正治、金子飛鳥、清水靖晃）

### ディスコグラフィー
- ヒトマワリ／佐藤正治（ソロアルバム）
- NHKスペシャル「大アマゾン最後の秘境」オリジナルサウンドトラック／佐藤正治（ソロアルバム）
- NHKスペシャル「大アマゾン最後の秘境」オリジナルサウンドトラックVol.2／佐藤正治（ソロアルバム） ※ダウンロード
- 龍飛〜tappi~  ／佐藤正治（ソロアルバム）
- MASSA1／MASSA（佐藤正治、細井豊、太田惠資）
- MASSAⅡ／MASSA（佐藤正治、細井豊、太田惠資）
- garden／僕らのしぜんの冒険（佐藤正治、深町純、KONTA）
- gate／僕らのしぜんの冒険（佐藤正治、深町純、KONTA）

### 共演者（ライブおよびレコーディング）
- あ

艾敬、あがた森魚、赤堀雅秋、浅香唯、阿部サダヲ、安藤暁彦、アレクセイ・アイギ、アヤス・クーラル、イワノブィン・アマルトゥブシン、忌野清志郎、井上陽水、井上鑑、井上みき、泉谷しげる、今井美樹、伊藤麻衣子、伊東あきら、伊東篤宏、今井裕、今堀恒雄、池田光夫、市川実日子、内田裕也、内海利勝、内橋和久、梅津和時、上田知華、上野洋子、上野耕路、EPO、永川敏郎、大野真澄、おおたか静流、大友邦彰、大友良英、岡田力
- か

加藤登紀子、加川良、金子飛鳥、かの香織、河口恭吾、菅野よう子、桐島かれん、河島英五、カルメン・マキ、鬼怒無月、木根尚登、クニ河内、黒田京子、ケラリーノ・サンドロヴィッチ、小室等、コント赤信号、KONTA 、京谷弘司、小泉今日子、小林薫、小松亮太、coba、久住昌之、桑名正博、熊谷和徳、ゲルニカ
- さ

坂田明、Sarah、さがゆき、佐藤隆、佐藤銀平、斎藤ネコ、THE BOOM、ZABADAK、三代目魚武濱田成夫、塩谷哲、清水ミチコ、ジョー山中、清水健太郎、清水靖晃、白井良明、白崎映美、SING LIKE TALKING、篠原ともえ、鈴木慶一、鈴木さえ子、末吉勇太、関口誠人、関島岳郎、センチメンタル・シティ・ロマンス、S.E.N.S.、セシリア・チャン
- た

高樹澪、高中正義、高橋鮎生、高橋洋子、田中裕子、田口トモロヲ、タンダライ、立花ハジメ、チーフタンズ、近田春夫、チト河内、知久寿焼、所ジョージ、東権正男、デイジー・ウー、戸田和雅子、戸川純、Tauko、竹中直人、坪倉唯子、デヴィッド・ローズ、富樫春生、豊原功補、洞口依子、TINGTING、ドスタイ・オトクン、チャン・ギハと顔たち、チャラン・ポ・ランタン
- な

中西俊博、中村中、中村幸代、中村義人、七尾旅人、NUU、根津甚八、根岸季衣、ノヴェラ
- は

原田芳雄、原田大二郎、原田知世、葉加瀬太郎、灰野敬二、ハヤシヒロユキ、ハイポジi、パイティティ、林栄一、久石譲、日比谷カタン、ヒートウェイヴ、平沢進、深町純、吹越満、古川昌義、古谷玲香、不破大輔、細野晴臣、ベルナール・パガノッティ、ボロット・バイルシェフ
- ま

松田優作、巻上公一、増田俊郎、町田康、前田新奈、村上秀一、三宅純、本間哲子、南こうせつ、ミッキー吉野、溝口肇、森川美穂、もりばやしみほ、モングンオール・オンダール
- や

薬師丸ひろ子、安岡力也、Yae、やまがたすみこ、矢口博康、山嵜廣和、山口とも、山田晃士、楊興新、楊雪、芳野藤丸
- ら

レオナルド熊
- わ

渡辺香津美、渡辺えり、和田アキラ
他

## 出演

### 国内フェスティバル
- ワールド・ハピネス2013 / 夢の島公園陸上競技場　/ ヒカシュー
- ぐるぐる回る2013 / さいたまスーパーアリーナ　/ ヒカシュー
- フジロックフェスティバル2012 / 苗場スキー場 / ゴジラ、放射能、ヒカシュー
- フジロックフェスティバル2010 / 苗場スキー場 / ヒカシュー
- アコースティックレボリューション1991 / 海の中道海浜公園、他 / ハバロフスク&マフィア 他
- 芦屋音楽祭2010 / impromptu
- 第一回、第二回、日立市国際シンポジウム / 茨城県日立市／佐藤正治ソロ、Duo
- 第二回“ BARISAI” / 今治市 / CREOLE A MASSA
- 横浜トリエンナーレ / 佐藤正治、太田恵資DUO
- レゲエ・サンスプラッシュ / 読売ランドイースト / ジョー山中
- 横浜ジャズプロムナード / 巻上公一、佐藤正治、秋本カヲル
- 横浜ジャズプロムナード2010、2011、2012、2013 / ヒカシュー
- 広島白滝湖ジャズフェスティバル / 広島 / Adi
- 徳島市政100年イベント / 徳島 / Adi
- 国際交流基金、国際交流フェスティバル / Adi
- 第一回“ BARISAI” / 今治市 / chitotihc
- 国際文化学園主催“日本の音” / 国際文化学園ホール / 佐藤正治トーク＆ライブ

他、各地、イベントへ多数出演

### 海外イベント、公演、他
- ヒカシュー　ニュージーランド、オーストラリア　ツアー（2017）
- ヒカシュー北欧ツアー（2017）
- ヒカシュー欧州ツアー／リトアニア　ビリニュスジャズフェスティバル　（2015）
- ヒカシューNYツアー / ヒカシュー（2014）
- Festival de Musique Actuelle de Victoriaville2013 / カナダ /　ヒカシュー
- Festival des Musiques de Création 2013/カナダ / ヒカシュー
- ロシア、リトアニアツアー / ヒカシュー（2012）
- ビリニュスジャズフェスティバル2012 / リトアニア / ヒカシュー
- ヒカシューロシア、シベリアツアー（モスクワ、トゥバ、アルタイ） / ヒカシュー (2011)
- 「アヤ」アルタイツアー2010ロシア連邦アルタイ共和国9都市 / АЯ（アヤ）
- Festival de Musique Actuelle de Victoriaville2010 / カナダ / АЯ（アヤ）
- Chang mu international dance festival / 韓国 / 芸団未國
- ニューイヤーロックフェスティバル（2回） / 上海 / ジョー山中&レゲエバイブレーション
- アジア・パーカッション・フェスティバル〜Drumsique / シンガポール / chitotihc
- ジャパン・フェスティバル / アトランタ / chitotihc
- 加藤登紀子東欧コンサートツアー / ブルガリア、オーストリア、チェコ / 加藤登紀子
- カンザー・マングローブ・プロジェクト‘98 / ベトナム / 加藤登紀子
- アビニョン国際演劇祭 / フランス / Zabadak、La Compagie A-n

他

### 演劇、映画、テレビ、CM、他
- NHKスペシャル「大アマゾン最後の秘境][2]」／作曲、音楽担当
- 「シダの群れ3 港の女歌手編」 /　作・演出：岩松 了＜演劇＞
- 「佐藤正治 音ってなぁに」 パーソナリティ / K-mix 2018年7月 -